# Byōbu

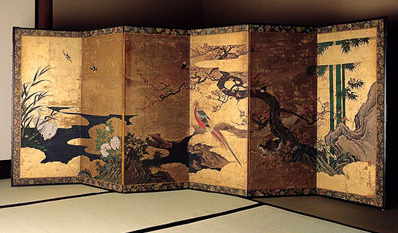
Byōbu de sis panells del

Biombo (屏風), del japonès byōbu – byō, 'protecció' + bu, 'vent'). El terme significa, en sentit figurat, 'pantalles de protecció contra el vent', que es refereix al fet que el propòsit originari del byōbu evitava que el vent bufés dins de les habitacions. El byōbu és un conjunt de pantalles japoneses —diversos panells units— que es dobleguen, usades per a separar interiors, i espais privats del recinte, entre altres aplicacions; estan animades per pintures decoratives i cal·ligrafia, principalment oriental. Originaris de la Xina, com a prototips, els primers byōbus trobats estan datats del període de la dinastia Han. El byōbu va introduir-se al Japó en el segle viii, quan els artesans japonesos van començar a construir-ne influenciats altament pels patrons xinesos ja establerts.

## Tipus
Pel nombre de panells: 
- Tsuitate (衝立): byōbu d'un sol panell; eren el primer format disponible. trobat actualment en botigues, restaurants i altres llocs.
- Nikyoku byobu (二 曲 屏风) o Nimaiori byobu (二枚 折 屏风): byōbu de dos panells, fets en el seu primer aspecte a mitjan període Muromachi. Són una característica dominant en les cambres japoneses de la cerimònia del te, usats al costat de l'estora de l'amfitrió per a separar l'àrea de l'hoste, i són sovint de 60 cm d'alt i 85 cm d'ample. El byōbu de Nikyoku també és anomenat Furosaki byobu (风 炉 先 屏风) en el context de les cerimònies del te.
- Yonkyoku byobu (四 曲 屏风): byōbu del quatre panells, exhibits en vestíbuls durant els períodes Kamakura i Muromachi. Van ser utilitzats més endavant en les cerimònies de Seppuku i en sales d'estar a la casa del te durant l'últim període Edo.
- Rokkyoku byobu (六 曲 屏风) o Rokumaiori byobu (六 枚 折 屏风): pantalles del sis panells, hi trobem el format més popular: mesura aproximadament 1,5 m d'alt per 3,7 m d'amplada.
- Jūkyoku byobu (十 曲 屏风): pantalles de 10 panells d'un format relativament recent, usades en contextos grans com ara passadissos d'hotel i centres de convenció.

 Per les seves aplicacions o temes: 
- Ga no byobu (賀 の 屏風, literalment pantalles de la longevitat): byōbu que sembla utilitzat des del període Heian, comprès del 754 al 1185, per celebrar la longevitat amb poemes japonesos, que moltes vegades són escrits en aquest, embellit amb pintures d'ocells i de flors de les quatre estacions.
- Shiro-i byobu (白 絵 屏风): són pantalles pintades amb tinta o en mica, de superfícies de seda blanques, usades extensament en el període Edo, en cerimònies de casament i més específicament en habitacions on naixien els nadons, aquests últims anomenats Ubuya byobu (产 所 屏风, literalment pantalla del lloc de naixement). Representen tortugues, pins i bambús, així com aus fènix.
- Makura byobu (枕 屏风): byōbus que superen els 5 dm, generalment de dos o quatre panells, usats en dormitoris com a prestatge per a la roba i altres accessoris, i també per a preservar l'aïllament.
- Koshi byobu (腰 屏风): va ser utilitzat durant el període Sengoku, darrere de l'amfitrió per a tranquil·litzar els convidats que ningú s'ocultava rere dels panells.

## Evolució delbyōbusen els períodes japonesos
Els dos santuaris més antics que es construirien, es diu que en l'època de la mitologia dels déus, són el santuari d'Ise i el santuari d'Izumo Taisha, a prop de Matsue. Durant el segle vi, el budisme importat de Corea i de la Xina s'estendria pel país exercint una important influència en tots els àmbits. Durant els següents segles, el budisme exerciria un important paper en la creació de la cultura pròpia del Japó.
A principis del segle vii, el regent Shotoku Taishi portaria a terme reformes polítiques i establiria un govern constitucional. A més, contribuiria a desenvolupar la cultura educativa. Aquest príncep, d'ardent devoció pel budisme, va fer construir nombrosos temples, el més important el d'Hōryū-ji, considerat un dels edificis més antics del món.

### Període Nara (646-794)
Fins al 710, la capital es desplaçaria cada vegada que un nou emperador pugés al tron. No obstant això, en el 710, la cort imperial es fixaria definitivament a Nara. Durant els 84 anys d'aquest període, set emperadors s'anirien succeint a Nara. El budisme es desenvolupa i milers de temples es construirien l'un darrere l'altre per tot el país. A més, apareixerien altres escultures i altres formes d'art influenciades pel budisme, de les quals algunes mostres s'han conservat fins als nostres dies. L'escultura més impressionant és la imatge de bronze de Buda, realitzada en el 752 en el temple de Tōdai-ji, a Nara. És l'estàtua més gran realitzada en bronze de Buda al Japó. Fins i tot avui en dia Nara s'enorgulleix dels seus antics temples i dels panteons de la família imperial.
Al segle viii, el byōbu multiteginat va fer la seva aparició, i va ser utilitzat com a mobiliari a la cort imperial, principalment en cerimònies importants. El byōbu enteixinat era el més comú del període Nara, i va ser cobert en seda i connectat amb cordes de cuir o seda. La pintura en cada panell s'emmarcava per un brocat de seda i el panell es limitava amb un marc de fusta o bastidor.

### Període Heian (794-1185)
La capital seria traslladada en el 794 a Kyoto. Japó comença una època de prosperitat. Durant l'època Heian, les cultures i les idees importades serien gradualment assimilades i a poc a poc japonitzades. La invenció d'una nova escriptura japonesa aportaria els primers desenvolupaments de la literatura i la poesia. Les arts com ara la pintura, l'escultura o l'arquitectura mostrarien, a més, el caràcter únic de la cultura nipona en aquella època. El Conte de Genji, el relat de ficció més antic del món, és el seu millor exemple. Al principi del període Heian, la cort imperial gaudia d'un gran poder i era pròspera, però durant l'última part d'aquesta època, els clans militars guanyarien en influència. Una sèrie de guerres civils portaria al Japó fins a l'època feudal.
Al segle ix, el byōbu era imprescindible com a moble a les residències de dàimios, els temples budistes i les capelles. El metall format de monedes de Zenigata, les frontisses dels panells, ara ja introduït, es va utilitzar extensament en comptes de les cordes de seda.

### Període Kamakura (1192-1333)
Japó entra en el període feudal una vegada que el govern militar s'establí a Kamakura el 1192. La dinastia Genji, en guanyar la batalla contra la dinastia Heike, dominaria el Japó. Yoritomo, cap de la dinastia Genji, va fundar el seu govern Taicún a Kamakura. Aquest seria el primer d'una sèrie de governs militars que durarien al voltant de 700 anys fins a la restauració de Meiji el 1868.
Durant aquesta època, diverses sectes budistes es crearien, Jodoshu, Rinzaishu, Jodoshinshu, Sotoshu, Nichirenshu, i Jishu. L'angoixa general els permetia reclutar nombrosos adeptes d'entre el poble. Les sectes de Foto i Nichiren, així com el nou moviment Sōka Gakkai, són fins i tot més importants en l'actualitat.
L'escola zen obtindria un cert èxit en la classe militar. La vida era simple i rigorosa. El principi zen influenciaria molt l'art i la literatura. Una nova moda, masculina, reemplaçaria aquella tan elegant del període Heian.

### Període Muromachi (1392-1568)
El 1336, la dinastia Ashikaga establiria el seu govern feudal a Kyoto, reemplaçant el govern de Kamakura. Fins a mitjan segle xv, els shōgun portarien una vida brillant i els pavellons d'or i plata construïts per ells mateixos són un bon exemple de la prosperitat d'aquella època. Una altra obra mestra és el jardí de pedres del temple Ryōan-ji, bon exemple d'art inspirat pel budisme zen.
No obstant això, l'última meitat del període Muromachi i el període Azuchi-Momoyama que el va seguir, serien dominats per les guerres civils. Les lluites se succeirien durant més d'un segle per tot el país.
Durant aquestes guerres civils, l'art i la literatura no cessarien de progressar: el teatre no, la cerimònia del te, els ornaments florals i el disseny dels jardins que imitaven els països naturals prendrien a poc a poc forma i les regles que es van establir llavors, fins i tot romanen en vigor. D'altra banda, els majestuosos castells apareixerien, no solament amb l'objectiu de la defensa militar, sinó a més per demostrar el poder del senyor feudal als seus súbdits.
La popularitat dels byōbus va anar en ascens, i es trobaven en moltes residències, dojos, i botigues. El byōbu de dos panells era comú, i les frontisses de paper substituïen el metall de Zenigata, que els va fer més lleugers per emportar, més fàcils de doblegar, i més forts en els entroncaments. Aquesta tècnica va permetre que les pintures en el byōbu estiguessin ininterrompudes per les fronteres verticals del panell, que van incitar l'artista a pintar sumptuosament els paisatges, sovint monocromàtics, temes de la natura i paisatges locals japonesos famosos. Les frontisses de paper, encara que molt fortes, requerien que la infraestructura de la consola fos tan lleugera com fos possible. Els enreixats de la fusta tova es construïen utilitzant claus de bambú especials, que permetien que l'enreixat fos raspallat al llarg de les vores per ser rectes, quadrats, i de la mateixa mida que els altres panells del byōbu. Els enreixats eren coberts amb una o més capes de paper estirades per la superfície de l'enreixat com un tambor per proporcionar un folre pla i fort per a les pintures que serien muntades més endavant en les pantalles. L'estructura que resultava era lleugera i sorprenentment articulada, però encara molt vulnerable. Després de les pintures i del brocat, s'unien per un marc de fusta lacat (típicament negre o vermell fosc) que s'aplicava per protegir el perímetre extern del byōbu, i les tècniques d'adornament del metall (tires, caironat, i perns) s'aplicaven al marc per protegir la laca.

### Període Azuchi-Momoyama (1568-1600) i període Edo (1600-1868)
Tokugawa Ieyasu arribaria al poder i establiria el seu govern el 1603, a Edo, el Tòquio de l'actualitat. L'estructura política, que imitava la de shogunat Kamakura, seria, però, més sistemàtica i es concebria per controlar de prop els senyors locals. És la raó principal per la qual el període Edo va durar 260 anys.
El 1633, tots els pobles oberts al comerç internacional es tancarien, a excepció de Nagasaki, on els holandesos i els xinesos estaven autoritzats a comerciar. La seva presència estava estrictament limitada a un petit districte de la ciutat. Aquest era l'únic punt en què els japonesos podien percebre el que succeïa al món. Durant aquest tranquil període, les diversions de qualsevol tipus estarien molt de moda. El teatre Kabuki i el tallat de fusta agradaven al públic. La qualitat de les mercaderies de porcellana, els brocats en seda i les laques millorarien. No obstant això, a mitjan segle xix, els progressos de l'economia i el comerç, d'una cultura i d'una manera de vida urbanes molt sofisticades posarien en evidència el caràcter antic del sistema feudal adoptat pel shogunat Tokugawa.
El 1853, el comodor Perry de la marina dels Estats Units va portar la seva flota al port d'Uraga, a prop de Tòquio, i obligaria el govern japonès a comerciar amb els Estats Units. En conseqüència, dos ports, Shimoda i Hakodate, s'obririen al comerç internacional.
Aquesta trobada inesperada amb l'oest i les seves tecnologies avançades contribuiria a la caiguda del govern shogunat Tokugawa. Japó es trobaria així en la necessitat de posar-se al nivell dels països occidentals. Aquest seria el principi d'una nova era.
El renom del byōbu va créixer més obertament, com la penetració popular en les arts desenvolupades perceptiblement durant aquest període. El byōbu adornava les residències del samurai, transportant abundància i demostrant energia i poder. Això condueix als canvis radicals que es van fer en el byōbu: el fons fet d'or viu i les pintures altament acolorides que representen paisatges de la natura i de la vida de cada dia.

Byōbu fet per Hasegawa Tōhaku titulat Pine Trees (dreta)

## Elbyōbucom a objecte de comerç
Durant l'època del més notable dels Ashikaga, Yoshimitsu, que va estar en el poder de 1367 al 1394 i després va governar des del seu retir fins a la seva mort el 1408, moltes de les famílies més poderoses del Japó es van traslladar a la capital, hi van construir mansions i competiren amb Yoshimitsu conreant les arts i practicant bones maneres. En aquest renaixement exercí una funció important el budisme zen, que s'havia convertit en la principal religió de la classe superior en els primitius temps feudals i era ara més forta que mai. Els seus centres s'havien transformat d'humils ermites en importants edificis amb majestuoses teulades corbes de mosaic, i els monjos i sacerdots zen ja no eren ascetes dedicats al silenci i la meditació. Però els clergues zen van anar encara més lluny finançant i organitzant el comerç exterior del Japó. Yoshimitsu era col·leccionista d'art i es va endeutar tant que ni els ingressos de l'erari públic, ni les rendes de les propietats de la família bastaven a cobrir els deutes. Els astuts monjos zen van veure una solució per a aquest dèficit: les utilitats que s'aconseguien del comerç amb la Xina, estimulat oficialment, i d'on provenien molts dels luxes que els japonesos opulents estaven disposats a pagar a molt bon preu.
Ja el 1342, els xinesos consideraven els obsequis com una mena de tribut, però els japonesos no van posar objeccions a aquesta implicació perquè els regals que els xinesos enviaven a canvi solien ser molt més valuosos que el tribut que havien rebut. Als xinesos, no els interessava massa el comerç amb els japonesos, però sí desfer-se dels pirates japonesos que havien estat assaltant les seves costes septentrionals. Per això, la Xina va establir contacte amb Yoshimitsu, un poderós monarca amb gran poder al Japó occidental, per tractar aquest tema. El 1402, les negociacions van donar resultats concrets. Yoshimitsu atacà les bases pirates amb els seus esquadrons i va enviar un grup de captius a la Xina. Després d'un cordial intercanvi es va animar el comerç amb la Xina, protegit pels dos països, però organitzat pel Japó, per monjos financers que encarregaven als comerciants de les ciutats costaneres el maneig dels detalls físics. Els principals articles que s'importaven de la Xina eren sedes crues, brocats, porcellanes, i monedes xineses de coure. Els japonesos pagaven aquestes mercaderies amb sofre de les illes volcàniques, i amb les seves meravelloses espases. Els objectes d'art es movien en ambdues direccions. Els japonesos enviaven objectes de laca, ventalls i byōbus, mentre que els xinesos ho remetien amb llibres i pintures. Això va coincidir amb la conquesta dels mongols a la Xina, amb què el comerç amb aquest país va anar en augment.

## La pintura en elsbyōbu

### L'escola decorativa de Kōetsu
Durant el període Honami Kōetsu, apareixen noves formes originalíssimes i mètodes fins aleshores desconeguts d'aplicar l'esmalt; els detalls ornamentals presos de la cal·ligrafia són molt propis d'aquesta escola japonesa. L'escriptura del Japó ja és en si mateixa una obra d'art, però en aquesta escola arriba a un valor absolut d'originalitat en la decoració que no havia aconseguit en èpoques anteriors. Sōtatsu va a utilitzar els kanji o caràcters japonesos amb la mateixa finalitat decorativa en moltes de les seves obres, i així gairebé tots els mestres de l'escola.

### La genialitat creadora de Sōtatsu
Entre 1615 i 1635, es van realitzar totes les seves obres, la majoria en el període Edo. Una de les poques dades conegudes de la seva vida és que el 1630 va ser encarregat de copiar 4 rotllos il·lustrats de la vida del monjo poeta Saigyo i que el mateix any acceptà l'encàrrec fet per l'emperador Gomizuno de pintar uns byōbus. Això fa pensar que en aquest temps havia aconseguit ja un estil de maduresa reconegut. Els colors eren ja plans, estesos, les muntanyes s'havien eixamplat, gairebé sempre havia suprimit els efectes de perspectiva o havia creat un nou angle de visió. El color és sempre viu, ric, i en l'aplicació de la matèria havia inventat noves tècniques que van enriquir després la pintura japonesa.
Sōtatsu pintà així mateix obres a la tinta xinesa, però la composició està situada en un marc decoratiu propi del seu estil personal, a més de pintar sempre temes presos de la literatura japonesa. Així, té diverses escenes de la Història de Genji, entre les quals és d'una bellesa especial l'anomenada Sekiya (la cabanya del límit).

### Ōgata Kōrin: el gran continuador de l'estil de Sōtatsu
Ōgata Kōrin, descendent de Soken, fou una gran personalitat que va destacar en la cal·ligrafia segons l'estil de Kōetsu. La seva obra representa la síntesi de l'elegància i del bon gust de l'era de Genroku; va destacar com a escola del nord per l'ús de la tinta monocroma de l'escola de Kanō, i ja es pot endevinar la seva inclinació natural a l'estil decoratiu en l'ús de grans taques de tinta aiguada, cap tan interessant com el byōbu que representa les ones del mar, en l'obra més decorativa de tota la pintura japonesa dins de les fetes amb tinta d'un sol color. No són més que uns traços de pinzell, corbs i sencers, que ens presenten una posició d'escullera, i al voltant de les vores, la tinta escampada, per indicar l'escuma de les ones. Els traços del pinzell són més densos i forts que els delicats de Sōtatsu, encara que en ambdós comporten un mateix afany decoratiu.
L'obra més cèlebre de Kōrin es conserva al Museu Nezu de Tòquio: dos grans byōbus pintats amb lliris. El tema, el va agafar d'un episodi dels Contes d'Ise, novel·la del període Heian.

### L'obra d'Ōgata Kenzan
El germà menor de Kōrin expressa en les seves obres un sentit profund i íntim de la bellesa. El seu temperament artístic era polifacètic: cal·ligrafia, pintura i ceràmica d'origen raku. El temperament de Kenzan el portava a expressar les seves idees estètiques en les formes de l'art del zen.

### L'escola de Kanō
Durant el període Edo, els artistes de l'escola de pintura de Kanō continuaven sent els pintors oficials del govern de Tokagawa. A canvi de la col·laboració artística, rebien casa, terres, honors, etc. Semblant posició privilegiada inalienable els va fer caure en la falta de creació personal en les seves obres, moltes vegades reduïda a una sèrie de monòtones variacions sobre temes acadèmics.
Un dels seus pintors, el més conegut dels artistes d'aquesta escola a Edo, va ser Kanō Tanyū, que va fundar l'escola de Kanō a Edo. Les seves obres estan dins de la línia de la pintura xinesa de paisatges.

### L'escola realista de Maruyama Ōkyo
Mentre l'escola de Kanō ocupava la direcció artística d'Edo, a Kyoto sorgia una nova escola fundada pel pintor Maruyama Ōkyo. Al principi, el seu estil pictòric era semblant al de l'escola de Kanō; després es va deixar influir per la pintura d'Occident, que arribava al Japó pel petit grup d'holandesos que havien quedat comerciant a Nagasaki. L'obra de Maruyama Ōkyo és una combinació de la tècnica de la pintura a la tinta xinesa amb el realisme de la pintura occidental. En l'obra d'Ōkyo es perceben influències de l'escola decorativa de Kōrin i Sōtatsu, així com l'idealisme de la pintura xinesa.

### L'escola de Bunjin-Ga o Nan-Ga
Aquesta escola de pintura va aparèixer a mitjans del període Edo. És una tendència sorgida al Japó sota la influència de la pintura xinesa. Bunjin-ga significa 'pintura feta per aficionats'. Durant les diferents dinasties de Sung i Yan aquesta tendència va florir molt a la Xina. El seu estil va ser acceptat per alguns pintors professionals, designats des de llavors amb el nom de Nan-ga o escola de Pintura del Sud, per a distingir-la de l'escola del Nord, que seguia incondicionalment la tècnica de la tinta monocroma tradicional. Aquesta escola tenia com a objectiu reflectir l'esperit i temperament poètic de l'artista, lliure de qualsevol restricció tècnica.